# Panchayat
Panchayat (egentligen "femråd"), en av flera former av kommuner i Indien. Benämningen har traditionellt använts för byråd, och för de egna råd som olika kaster hållit sig med på en ort.
Det självständiga Indiens första kommunallag kom 1958, och kallas på hindi panchayati raj.